# مارجوري رايس
مارجوري رايس (بالإنجليزية: Marjorie Rice)‏ هي رياضياتية أمريكية، ولدت في 16 فبراير 1923 في سانت بيترسبرغ في الولايات المتحدة، وتوفيت في 2 يوليو 2017 في سان دييغو في الولايات المتحدة.